# هرمان بلومنتال
هرمان بلومنتال (بالألمانية: Hermann Blumenthal)‏ هو نحات وجندي ألماني، ولد في 31 ديسمبر 1905 في إسن في ألمانيا، وتوفي في 17 أغسطس 1942.